# هیوندای آی‌ایکس۲۰
هیوندای آی‌ایکس۲۰ (انگلیسی: Hyundai ix20) یک خودروی ام‌پی‌وی ساخت کشور کره جنوبی است که برای اولین بار توسط هیوندای موتور در سال ۲۰۱۰ در نمایشگاه خودروی پاریس به نمایش درآمد.

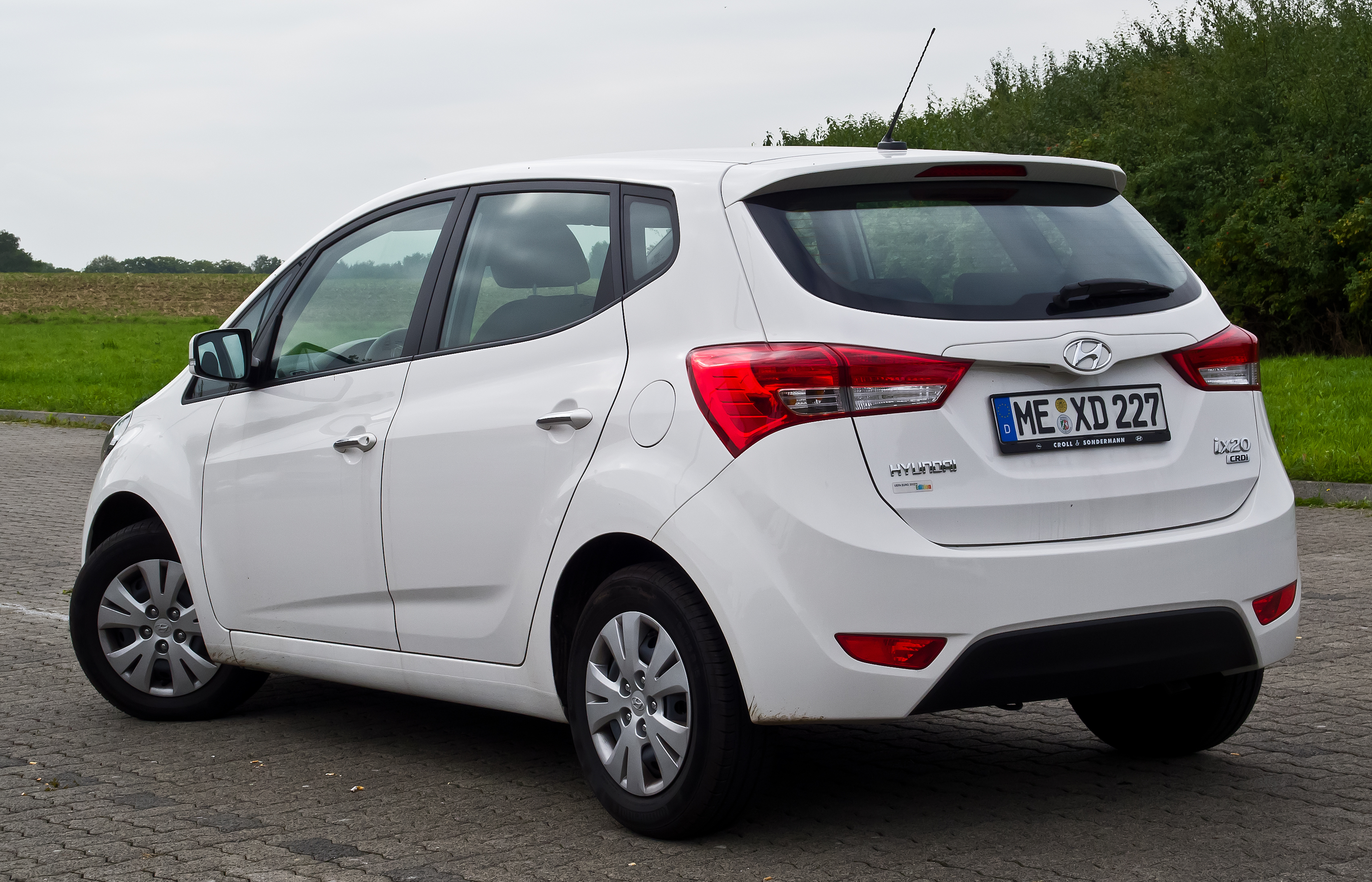
هیوندای آی‌ایکس۲۰ ۱٫۶ لیتری سی‌آردی‌آی

## موتورها

### موتورهای بنزینی
- ۱٫۴ لیتری — ۹۰ اسب بخار متری (۶۶ کیلووات؛ ۸۹ اسب بخار)
- ۱٫۶ لیتری — ۱۲۵ اسب بخار متری (۹۲ کیلووات؛ ۱۲۳ اسب بخار)

### موتورهای دیزلی
- ۱٫۴ لیتری CRDi — ۹۰ اسب بخار متری (۶۶ کیلووات؛ ۸۹ اسب بخار)
- ۱٫۶ لیتری CRDi — ۱۱۶ اسب بخار متری (۸۵ کیلووات؛ ۱۱۴ اسب بخار)